# Bonansa
Bonansa és un municipi de la Ribagorça. Està situat a la conca del riu Noguera Ribagorçana, on desemboquen les aigües de les rieres de Sirès, de Montot i de la Mola. Està situat a 1256 metres d'altitud sobre el nivell del mar i la temperatura mitjana és de 11°. Administrativament pertany a la comunitat autònoma d'Aragó.

## Ubicació
El poble de Bonansa és situat a 1250 m d'altitud, a l'esquerra
El terme municipal de Bonansa, de 37'291541 km², és situat al sector central de la comarca, en contacte ja amb la Baixa Ribagorça, estès entre la riba dreta de la Noguera Ribagorçana (que forma el límit municipal de llevant amb l'actual terme del Pont de Suert i entre les províncies d'Osca i Lleida), des d'una mica més avall de la seva confluència amb la Valira de Castanesa fins a la cua del pantà d'Escales, fins al sector septentrional de la serra de Sis a ponent (la Creu de Bonansa, 1767 m). El terme arriba pel nord a la riba esquerra de la Valira de Castanesa i marquen el límit sud els vessants septentrionals d'una carena que forma un contrafort de la serra del Sis, des del cap del Montor (1,705 m) a ponent fins al Tossal Gros (1,546 m) i que domina la vall de la Noguera.D'aquestes serres davallen diversos torrents; el riuet de Bonansa o barranc de la Mola (afluent a la Valira aigua avall de Casterner de Noals), amb el seu afluent wl barranc del Montor, el barranc de Sirès i el de Buira, afluents directament ambdós a la Noguera. Comprèn part de les terres margoses de la conca de la Valira i els sòls calcaris de la serra de Sis.

## Geografia
El municipi inclou diversos nuclis de població: Bibils, Bonansa (capital del municipi administratiut), Gavarret, Sirès, la Torre de Buira, Buira i Espolla, amb 1 habitant l'any 2007, i el santuari de la Mola. Limita amb els termes i antics termes de Llesp, el Pont de Suert i Malpàs a llevant, Sant Orenç i Calbera al sud i sud-oest, Les Paüls al nord-oest, i Montanui al nord. Passa per l'extrem nord del terme la carretera c-144 del Pont de Suert a Castilló de Sos, de la qual surt, prop de Casterner, una de local vers Roda de Ribagorça. una pista forestal porta vers Betesa. La N-230 de Lleida a la Vall d'Aran que segueix la Noguera, travessa el terme en un sector a migdia del Pont de Suert.
Les terres ermes i terrenys improductius representen un 10% del terme, els conreus un 8% i a la resta predominen els pasturatges i el matollar sobre el bosc, malgrat que als vessants de la serra de Sis hi foren reforestades als anys 1970 200 ha. Els béns col·lectius comprenen el 50% de la superfície, amb un 99% de municipals. Els terrenys de conreu en relació amb els béns privats representen el 20% i el 80% a la seva estructura interna. La grandària de les explotacions és de 60 ha de mitjana i la de parcel·les de 19'5 ha. Predomina el règim directe de tinença (69%) sobre l'arrendament (5%). De la superfície llaurada (menys del 10%), el conreu dels cereals abasta un 9% (blat i poc ordi) i els farratges, el 88% (41% de prades de sega, 28% d'alfals, 19% de trèvol i 9% de trepadella). Per manca de bons prats de sega, l'activitat a l'últim terç del segle passat es va concentrar sobretot en el bestiar oví (llavors hi havia 3. 580 caps repartits en 11 explotacions, totes de més de 100 caps i 5 amb més de 500). Per manca d'estives a causa de l'afebliment de les altituds, el 70% dels ramats fan transhumància i els ramaders van comprar, individualment o integrats en la Societat de Miravet, prats de sega als municipis veïns, a la ribera de la Valira i de la Noguera Ribagorçana. Les grans bordes, on abans els ramats passaven la major part de l'hivern, es van instal·lar al fons de la vall i les antigues son emprades com a magatzem. El bestiar boví que un temps fou important, a finals del segle XX es va anar estancant, i va restar en petites explotacions i amb un 3% de reproductors. Un industria extractiva explota les pedreres.

## Demografia
La demografia moderna es mantingué a la segona meitat del segle xix als voltants dels 500 h (522 h el 1857, 418 h el 1900) i des d'aleshores s'inicià un procés negatiu (386 h el 1920, 303 el 1950), molt accelerat els darrers anys: 272 h el 1960, 118 el 1970, 77 el 1975, 66 el 1981, 59 el 1984, 80 el 2007 i 88 el 2010. Una bona part dels propietaris de les terres del terme fan la seva vida al Pont de Suert.

## Fills il·lustres
I va néixer el que va ser president d'Aragó, Marcelino Iglesias, Manuel Iglesias Costa (historiador i sacerdot) i també Joaquim Maurín, dirigent històric del Partit Obrer d'Unificació Marxista (POUM). El català és l'idioma propi de la població.
La tradició cultural en el camp de la geografia situa aquest municipi a l'Alta Ribagorça, i, de fet, en molts aspectes el Pont de Suert actua com a centre de referència per als habitants de Bonansa, així com de Montanui.

## Edificis notables
L'església parroquial de Santa Coloma és un sobri edifici de pedra amb campanar de torre quadrada i entre els antics casals de la població es destaca la Casa Navarri. Als afores, a llevant, hi ha l'ermita de Sant Aventí, petit i interessant edifici amb volta de canó i absis en forma de ferradura d'origen romànic. Al nord hi ha l'ermita de Sant Roc (1.270 m), de tradició romànica, d'una nau o creuer, absis sobrealçat i portal adovellat. Més lluny, al nord-oest, coronant el tossal de Sant Salvador (1.510 m) hi ha arruïnada i també romànica, la petita ermita de Sant Salvador. El lloc de Bonansa pertanyia al segle xii als Erill, però a la fi de l'Antic Règim (segle XIX) havia esdevingut lloc reialenc.
Al sector més septentrional del terme, damunt la vall de la Valira de Castanesa, s'alça a 1.204 m l'actual quasi despoblat (4 h el 2019) de Bibils (el 1970, encara tenia 47 h), a la solana d'un turó i al camí de l'esmentada carrerada. L'antiga església de Sant Genís, sufragània de la Casterner de Noals, és un edifici de pedra i campanar de torre quadrat amb portal adovellat. El lloc fou donat el 1044 en alou pel comte Ramon IV de Pallars Jussà a García Eiç.
Al sector de llevant del terme, prop de la vall de la Noguera Ribagorçana, s'alcen els altres antics nuclis de població. El llogaret Gavarret, que el 1970 tenia 7 h i només 1 el 1981, s'alça en un coster als vessants esquerres de la vall de Sirès. L'antiga església parroquial de Sant Pere, romànica, avui en ruïnes (nau i creuer més tardà, volta de canó), depenia de la de Sirès; en procedeixen dos retaules barrocs conservats al Museu de Lleida Diocesà i Comarcal i retornats al Govern d'Aragó. En un tossal que domina que domina el poble hi ha les escasses restes de l'ermita de Sant Serni de Gavarret, romànica.
Més a migdia, entre Gavarret i Sirès, hi ha la caseria d'Espolla, amb les restes (tros de l'absis i de murs) de l'església de Sant Miquel, romànica, que hom ha relacionat amb un monestir esmentat en el segle xi.
El poble de Sirès s'alça a 1.040 m d'altitud, a la confluència dels barrancs de Sirès i de Montot, que van units vers la Noguera. Dels 74 h del segle xix i dels 18 h del 1970, el 1984 en restava només un. L'església de Sant Cristòfol és un edifici d'origen romànic, modificat (nau ampliada, absis sobrealçat, campanar de torre quadrada). El lloc pertanyia al segle xii al llinatge dels Erill. Més a ponent hi ha l'ermita de Sant Bartomeu, romànica (una nau i absis), molt ruïnosa.
Enlairades a 1.381 m, al serrat de la Mola, dominant la Noguera a l'altura aproximadament del Pont de Suert, entre Sirès i Buira, hi ha les restes (murs) del santuari de la Mare de Déu de la Mola, que substituí un primitiu edifici romànic. S'hi venerava la imatge de la Mare de Déu de la Mola, petita talla policromada romànica avui conservada a la nova parròquia del Pont de Suert.
Espolla és una masia de la comarca aragonesa de la Ribagorça Oriental. Pertany al municipi de Bonansa. Es troba a 1.150 msnm. S'hi accedeix per una pista sense asfaltar, tant com per Sirès com per Bonansa. De la capella de San Miquel, obra de construcció romànica, només queden les ruïnes.

## Festes locals
- 16 d'agost, Sant Roc.
- 31 de desembre, Santa Coloma.